# Craspedosis flavimedia
Craspedosis flavimedia là một loài bướm đêm trong họ Geometridae.